# Borough londonien de Barnet
Pour les articles homonymes, voir Barnet.
Le borough londonien de Barnet (en anglais : London Borough of Barnet) est un borough du Grand Londres. Selon les estimations démographiques de 2019, il compte 395 869 habitants. Il est établi en 1965 par la fusion des districts de Friern Barnet, de Finchley et de Hendon du Middlesex, ainsi que de Barnet et d'East Barnet du Hertfordshire.
L'école de commerce de l'université du Middlesex se trouve dans ce borough.

## Géographie
Le borough se compose des lieux suivants :
- Barnet
- Church End
- Colindale
- Cricklewood (part aussi en Brent)
- Edgware
- Finchley
- Friern Barnet
- Golders Green
- Hendon
- Mill Hill
- Totteridge
- Whetstone

## Villes jumelles
- Chaville
- Le Raincy
- Siegen-Wittgenstein
- Tempelhof-Schöneberg
- Barnet (Vermont)
- Montclair (New Jersey)